# 브로크백 마운틴
《브로크백 마운틴》(Brokeback Mountain)은 2005년에 리안이 감독한 영화이다. E. 애니 프루의 동명 소설을 영화화하였다. 1963년부터 1983년 사이 미국 서부지역을 배경으로, 두 남자 잭 트위스트(제이크 질런홀)와 애니스 델 마(히스 레저) 사이의 이루어질 수 없는 애틋한 사랑을 주제로 한다. 평론가들에게 호평을 받았고, 2005년 아카데미 시상식에서 감독상 등 세 부문을 수상했다.
2018년 이 영화는 미국 의회도서관에 의해 문화적으로, 역사적으로, 미적으로 중요성을 인정받아 미국 국립영화등기부에 선정, 보존되었다.

## 줄거리
카우보이 청년 잭(제이크 질런홀 분)과 에니스(히스 레저 분)는 직업 알선소에서 우연히 만나 브로크백 마운틴에서 양치는 일을 하게 된다. 둘 이외에는 아무도 없는 산 속에서 서로를 의지하며 지내며 점점 가까워진다. 에니스는 겉으로는 잭에게 무뚝뚝하지만 잭이 콩이 질렸다고 하자 콩 대신 수프를 주문하는 등 은근히 챙기고, 잭 역시 에니스가 입은 상처를 자신의 스카프로 다정하게 직접 닦아주었다. 그러던 어느 추운 밤 둘은 술을 마시고 나란히 누워 잠이 드는데, 잭은 에니스의 손을 자신의 성기에 가져간다. 에니스는 처음에는 완강히 잭을 뿌리치지만, 결국 둘은 그날 밤 처음으로 섹스를 하게 된다. 그 다음 날 그들은 그것이 그저 사고였을 뿐이라고 얘기하지만, 다시 서로에게 이끌리며 사랑하게 된다. 그러던 중 직업소개소장(랜디 퀘이드 분)이 둘의 관계를 알게 되고, 양들을 소홀히 관리하였다는 이유로 둘을 해고한다. 갑자기 에니스와 헤어지게 된 잭이 그에게 내년에도 일을 할 거냐고 묻자, 에니스는 알마(미셸 윌리엄스 분)와 결혼하고 난 후 목장에서 일을 하겠다며, 다시 브로크백 마운틴으로 오지 않을 거라고 말한다. 그러나 잭이 떠난 후 에니스는 벽을 치며 괴로워한다.
에니스는 약혼녀 알마와 결혼해 두 딸의 아버지가 되어 가정을 꾸리지만 두 딸을 키우는데 에니스가 소홀하다고 느낀 알마는 점점 지쳐간다. 잭은 에니스를 잊지 못하고 에니스를 처음 만났던 직업소개소로 찾아가지만 에니스는 오지 않았고, 잭 역시 둘의 관계를 알고 있는 직업소개소장에게로부터 수임을 거절당한다. 로데오를 하러 텍사스로 간 잭은 바에서 남자에게 수작을 걸지만, 남자는 잭이 게이라는 것을 눈치 채고는 그 자리를 피한다. 그리고 잭은 그곳에서 만난 로랜 뉴섬(앤 해서웨이 분)과 결혼하고 아들을 얻지만 그를 탐탁치 않게 여기는 장인은 그를 무시한다.
잭은 에니스에게 만나자는 편지를 보내고, 에니스는 기쁜 마음으로 답장을 한다. 잭이 에니스의 집에 도착했을 때, 그들은
격렬한 감정에 휩싸여 키스를 나눈다. 그러나 둘이 키스하는 장면을 알마가 목격하고, 잭과 에니스의 관계를 눈치챈다.
둘은 그날 밤 시 외곽 모텔에서 관계를 가진다. 잭은 둘의 관계를 다시 시작하려고 하지만, 에니스는 “난 내가 여기서
얻은 것들에 너무 집착하게 됐으니까”라고 말하며, 체념한다. 동성애자로 밝혀지면 살해당할 수도 있는 상황에서 둘은
관계를 숨긴 채 1년에 한두 번씩 브로크백 마운틴에서 만나기 시작한다. 한편 에니스의 아내 알마는 남편이 동성애자인걸
알고 슬픔에 잠긴다.
브로크백마운틴에서 잭은 에니스에게 조그만 목장이라도 하면서 함께 지내자고 말한다. 하지만 에니스는 자신과 잭의
가정에 대해 책임이 있음을 이유로 제안을 거절한다. 그리고 에니스는 잭에게 옛날 자신의 아버지가 동성애자를 때려
죽인 이야기를 해준다. 잭은 그런 에니스를 이해하지 못하고 자신과 잭의 삶이 좀 더 결합되기를 바란다. 더 자주 만나기를
바란다. 잭은 그런 에니스에게 서운해하고, 만날 수 없음에 이루 말할 수 없이 괴로워한다.
잭과 에니스의 결혼생활은 점점 더 불행해진다, 잭의 아내는 사업으로 바빠서 남편과 아이를 돌보지 않고, 에니스의 딸들과
아내는 에니스에게 아버지로서의 역할을 기대하지 않는다. 에니스의 아내는 결국 이혼을 선택하게 된다. 이 소식을 들은
잭은 이제는 에니스와 함께할 수 있다는 기쁜 마음으로 에니스를 찾아오지만, 에니스는 두 딸 때문에 잭은 당분간은
만나지 못한다고 한다. 다시 비탄에 빠진 잭은 멕시코에서 남창을 찾아가 하룻밤을 보낸다.
자신의 일, 그리고 딸과의 관계, 양육비 문제로 에니스는 점점 바빠진다. 그 사이에 다른 여자(린다 카델리니분)를 잠깐 만나기도 한다.
잭은 에니스를 원망하며 자신의 슬픔과 고통을 털어 놓는다. 그렇지만 에니스 역시 괴로워하고, 잭으로 인해서 자신의
삶이 괴로워졌음을 토로한다.
그 마지막 만남 후, 어느 날 에니스는 잭이 죽었다는 소식을 듣는다. 잭의 아내는 그가 사고로 죽었다고 얘기하지만,
에니스는 그가 집단린치를 당해서 죽었다고 생각한다. 자신의 유골을 브로크백 마운틴에 뿌려달라는 유언을 들어주고자,
에니스는 잭의 부모에게 찾아가 유골을 줄 것을 부탁하지만 거절당한다. 잭의 방에서 에니스는 옛날 둘이 다투는 바람에
에니스의 피가 묻은 셔츠를 잭이 즐겨입던 셔츠안에 소중히 보관하고 있는 걸 보게 된다. 에니스는 그 셔츠를 자신의
집으로 가지고 가서는 자신의 셔츠를 밖으로, 잭의 셔츠를 안쪽으로 넣어서 보관한다. 결혼을 한다는 딸(케이트 마라분)의 결혼식의
가겠다는 약속을 한 날, 에니스는 잭의 셔츠를 매만지며, “Jack, I swear..." 이라고 말하며 영화는 끝이 난다.

## 캐스팅
- 히스 레저 - 에니스 델마 역
- 제이크 질런홀 - 잭 트위스트 역
- 미셸 윌리엄스 - 알마 역
- 앤 해서웨이 - 로렌 뉴섬 역
- 린다 카델리니 - 캐시 카트라이트 역
- 랜디 퀘이드 - 조 아구이레 역
- 케이트 마라 - 에니스 델마 주니어 역

## 반응

### 비평
개봉 후 평론가들은 영화에 대한 극찬을 아끼지 않았다. 이 영화는 골든 글로브상에서 4개 부문의 상을 받았고, 아카데미상에서는 모든 영화 중 최다인 8개 부문에 노미네이트되기도 하였다. 또한 로튼 토마토, 메타크리틱, 시카고 선타임스 등 여러 매체에서 높은 등급의 평점을 받기도 하였다. 심지어는 보수적 성향의 라디오 호스트인 Michael Medved 역시 영화의 의도 자체는 뻔하지만 예술적인 작품이라며 3개 반의 별을 주기도 하였다. 한국의 경우에는 비록 대중적 흥행은 거두지 못했지만, 영화 자체에 대해서는 긍적적 반응을 이끌어내기도 하였다.

### 유타 영화관 상영취소
2006년 1월 6일, 유타 재즈의 오너인 Larry H. Miller는 샌디에이고, 유타, 솔트레이크 교외에 있는 자신의 Jordan Common Entertaiment complex에서의 ‘브로크백 마운틴’ 영화 상영을 취소했다. 이는 영화 상영과 홍보에 관한 계약에 체결되는 마지막 순간에 결정되었다. 그는 동성애를 다룬 이 영화가 ‘전통적 가족’의 개념과 벗어난 위험 요소를 지니고 있다고 판단하였다. 이에 Focus Features는 Miller를 고소할 것이라 위협했으며, 더 이상 그와의 사업을 지속하지 않을 것이라 공표했다. 성명문에서 회사는 ‘상호간의 약속을 지키지 않는 사람과는 사업을 할 수 없다’라고 언급하였다.

### 아카데미 시상식 작품상 논란
제 78회 아카데미 시상식에서는 《브로크백 마운틴》이 작품상을 받을 것이라는 다수의 예상을 뒤엎고 인종 갈등을 묘사한 영화인 《크래쉬》가 그 영예를 안으며 미국 영화계에서는 큰 논란이 벌어졌다. 이 영화의 작가인 다이애나 오새너는 시상식 직후 “아마도 미국인들이 카우보이가 동성애자이기를 바라지 않는다는 데 진실이 있을 것”이라고 말했다. 또한 로이터 통신은 “두 기혼남의 가슴 미어지는 동성애 러브 스토리보다는 현재 LA의 인종 갈등을 묘파한 작품인 《크래쉬》의 손을 들어주는 것이 오스카상 투표심사단들에게는 훨씬 부담이 덜했을 것”이라고 분석하기도 하였다. 이처럼 많은 수의 평론가들은 할리우드가 아직 동성애 소재를 주류 장르로서 인정할 준비가 되어있지 않다고 비꼬며 《브로크백 마운틴》의 수상 실패를 평가하였다.

## 수상
- 2006년 제78회 아카데미상

1. 최우수 감독상 리안
2. 최우수 오리지널 스코어상 구스타보 산타올라야
3. 최우수 각색상 래리 맥머티, 다이애나 오사나

- 골든글러브상

1. 최우수 감독상 리안
2. 최우수 작품상 드라마부문
3. 최우수 영화음악상 구스타보 산타올라야, 버니 토핀
4. 최우수 각본상 래리 맥머티, 다이애나 오사나

- 영국 아카데미상

1. 최우수 감독상 리안
2. 최우수 프로듀싱상 다이애나 오사나, 제임스 샤무스
3. 남우조연상 제이크 질런홀
4. 최우수 각색상 래리 맥머티, 다이애나 오사나

## 같이 보기
1. 멀홀랜드 드라이브
2. 브로크백마운틴 오페라
3. 퀴어시네마

## 읽으면 좋은 것들
1. E. 애니 프루 클로즈 레인지:와이오밍 스토리
2. E. 애니 프루 Brokeback Mountain: Story to Screenplay

## 오리지널 사운드 트랙
1. 〈OPENING〉
2. 〈HE WAS A FRIEND OF MINE〉
3. 〈BROKEBACK MOUNTAIN 1〉
4. 〈A LOVE THAT NEVER GROW OLD〉
5. 〈KING OF THE ROAD〉
6. 〈SNOW〉
7. 〈THE DEVIL'S RIGHT HAND〉
8. 〈NO ONE'S GONNA LOVE YOU LIKE ME〉
9. 〈BROKEBACK MOUNTAIN 2〉
10. 〈I DONT WANT TO SAY GOODBYE〉
11. 〈I WILL NEVER LET YOU GO〉
12. 〈RIDING HOURES〉
13. 〈AN ANGE WENT UPI IN FLAMES〉
14. 〈ITS SO EASY〉
15. 〈BROKEBACK MOUNTAIN 3〉
16. 〈THE MAKER MAKES〉
17. 〈THE WINGS〉